# San Miguel (condado de Contra Costa)
San Miguel es un lugar designado por el censo ubicado en el condado de Contra Costa en el estado estadounidense de California. En el año 2010 tenía una población de 3.392 habitantes.

## Geografía
San Miguel se encuentra ubicado en las coordenadas 37°53′14.72″N 122°2′8.22″O / 37.8874222, -122.0356167.